# Roc Roi (Estamariu)
El Roc Roi és una muntanya de 1.072 metres que es troba al municipi d'Estamariu, a la comarca de l'Alt Urgell.